# المسن (الرضمة)

تعديل مصدري - تعديل

المسن محلة تابعة لقرية دار سودان، التابعة لعزلة سودان بمديرية الرضمة إحدى مديريات محافظة إب في الجمهورية اليمنية.، بلغ تعداد سكانها 159 حسب تعداد اليمن لعام 2004.